# Петър Евтимов
Петър Евтимов е български журналист, дипломат, преводач и спортен коментатор.

## Биография
Роден е на 11 януари 1932 г. в село Габер, Софийско. Завършил е журналистика и Народното военно училище за преводачи, а също и Дипломатическата академия в Москва. Работил е като журналист в Българското национално радио. Удостоен е с две национални награди за журналистика, както и със Златното перо на Съюза на българските журналисти. Преминава на дипломатическа работа и в продължение на 22 години работи в сферата на външните отношения на България. Има ранг пълномощен министър. Години наред е личен преводач на Тодор Живков от гръцки език.
Издал е „Ехо от стадиона“, „Гърция и НАТО“, „Ало, мафията“, „От Габър съм“, „От Граово и от Бурел“, „Сред вълните на невидимата стихия“, „Кафене „Граово“., "Капки от роса". Превел е 12 книги на български език и 6 – на гръцки. В периодичния печат е публикувал много разкази, очерци и фейлетони.
Член е на Съюза на българските журналисти и на Съюза на българските писатели. Владее гръцки, руски, английски, френски език.